# 1814 год в театре
1814 год в театре

## События

### Постановки
- В Санкт-Петербурге, на сцене Большого театра, состоялась премьера «аналогического» балета в 3-х актах с пением и хорами «Торжество России, или Русские в Париже» (постановка Огюста Пуаро и Ивана Вальберха). В том же году состоялась премьера балета Вальберха «Гений Благости, или Распря Аполлона с Марсом».
- В Париже, на сцене театра «Опера-Комик» состоялась премьера оперы Николо́ (псевдоним Николя Изуара) «Баярд в Мезьере».
- 28 февраля — в Париже, на сцене театра «Опера-Комик» состоялась премьера оперы Николо́ (псевдоним Николя Изуара) на либретто Гийома Этьенна «Жоконд, или Искатели приключений».
- 23 мая — в Вене, на сцене «Кернтнертор-театра» состоялась премьера окончательной редакции «Фиделио», единственной оперы Людвига ван Бетховена.
- 14 августа — в Милане, на сцене театра «Ла Скала» состоялась премьера оперы Джоаккино Россини на либретто Феличе Романи «Турок в Италии».
- 26 декабря — в Венеции, на сцене театра «Ла Фениче» состоялась премьера оперы Джоаккино Россини на либретто Джузеппе Фоппа[англ.] «Сигизмунд[англ.]». Главную партию исполнила Мариетта Марколини[англ.].

## Деятели театра
- Эдмунд Кин дебютировал в роли Шейлока в «Венецианском купце» на сцене лондонского театра «Друри-Лейн».
- 23 марта — композитор Петер фон Винтер ввиду пятидесятилетней годовщины в качестве придворного музыканта, получил от короля Баварии Максимилиана I орден Гражданских заслуг Баварской короны.

### Скончались
- ?, близ Москвы — русский оперный певец и драматический артист Андрей Ожогин.